# Teuchophorus denticulatus
Teuchophorus denticulatus är en tvåvingeart som beskrevs av Henk J.G. Meuffels och Patrick Grootaert 1986. Teuchophorus denticulatus ingår i släktet Teuchophorus och familjen styltflugor. Inga underarter finns listade i Catalogue of Life.